# سبک (زبان‌شناسی اجتماعی)
در زبان‌شناسی اجتماعی، سبک مجموعه‌ای از گونه‌های زبانی با معنای اجتماعی خاص است. در این زمینه، معانی اجتماعی می‌تواند شامل عضویت در گروه، ویژگی‌های شخصی یا باورها باشد. تفاوت میان سبک‌ها می‌تواند در نحو، واژگان و واج‌شناسی باشد.

## در فارسی
در زبان فارسی سبک‌های محترمانه، رسمی، نیمه‌رسمی، محاوره‌ای و عامیانه وجود دارد. در سبک‌های فارسی میزان رسمی‌بودن، بسته به جایگاه اجتماعی و میزان صمیمیت گوینده و شنونده متفاوت است. البته میان این سبک‌ها مرز کاملاً روشن و دقیقی وجود ندارد. برای نمونه:
- محترمانه: به آن دو نفر بفرمایید برای صرف غذا به تالار تشریف ببرند.
- رسمی: به آن دو نفر بگویید برای خوردن غذا به تالار بروند.
- نیمه‌رسمی: به اون دو نفر بگین برای خوردن غذا به تالار برن.
- محاوره‌ای: به اون دو نفر بگو برای خوردن غذا برن تالار.
- عامیانه: به اون دو نفر بگو واسه لمبوندن برن تالار.